# Нариманов, Георгий Степанович
Георгий Степанович Нариманов (также — Нариманян; 13 февраля 1922 — 10 октября 1983) — советский учёный и военный деятель, генерал-майор (1968), доктор физико-математических наук (1959), профессор (1962). Лауреат Ленинской премии (1957).

## Биография
Учился в московской средней школе № 110, в 1939—1941 годах обучался на механико-математическом факультете МГУ. С декабря 1941 года служил в РККА.
В 1948 году окончил Военно-воздушную инженерную академию им. Н. Е. Жуковского и в 1950 году заочно физико-математический факультет МГУ.
С 1948 года помощник ведущего инженера, с февраля 1949 года — ведущий инженер отдела научно-исследовательского бюро по специальной технике ВВС НИИ-4 Академии артиллерийских наук. С октября 1949 года начальник лаборатории, с 1953 года — начальник отдела, с 1959 года — зам. начальника НИИ по специальной технике. В 1962—1965 годах заместитель начальника НИИ по научной работе.
В апреле 1965 года прикомандирован к Министерству общего машиностроения СССР с оставлением на военной службе. Занимал должность заместителя председателя Научно-технического совета — члена коллегии Министерства. В 1968 году присвоено звание генерал-майора.
С июня 1971 года прикомандирован к Академии наук СССР, работал заместителем директора Института космических исследований АН СССР.
После увольнения с военной службы с ноября 1981 года заместитель директора Института машиноведения имени А. А. Благонравова. Также преподавал в московских технических вузах.
Автор научных исследований в области динамики деформируемых тел и механики космического полёта.
Похоронен на Кунцевском кладбище.

## Награды
- Ленинская премия 1957 года за подготовку к запуску первого ИСЗ.
- Орден Ленина за успешное выполнение специального задания Правительства по созданию образцов ракетной техники, космического корабля-спутника «Восток» и осуществление первого в мире полета этого корабля с человеком на борту (1961);
- Орден Трудового Красного Знамени за участие в работе по осуществлению полёта орбитальной станции «Салют-4», а также вклад в осуществление совместного полёта советского и американского космических кораблей по программе «ЭПАС» («Союз»-«Аполлон») (1976).